# Ley de Lenz

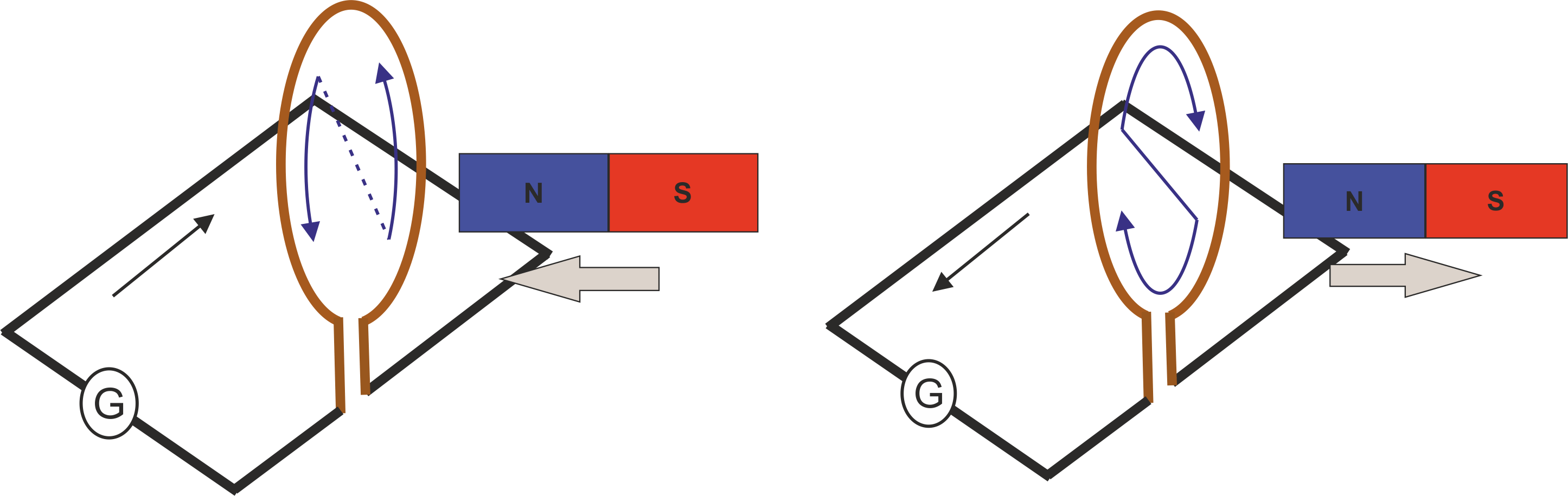

La ley de Lenz para el campo electromagnético relaciona cambios producidos en el campo eléctrico por un conductor con la propiedad de variar el flujo magnético, y afirma que las tensiones o voltajes aplicadas a un conductor generan una fuerza electro motriz (fem) cuyo campo magnético se opone a toda variación de la corriente original que lo produjo. Esta ley se llama así en honor del físico germano-báltico Heinrich Lenz, quien la formuló en el año 1834. En un contexto más general que el usado por Lenz, se conoce que dicha ley es una consecuencia más del principio de conservación de la energía aplicado a la energía del campo electromagnético.

## Formulación
La polaridad de una tensión inducida es tal, que tiende a producir una corriente cuyo campo magnético se opone siempre a las variaciones del flujo del campo existente producido por la corriente original.
El flujo de un campo magnético uniforme a través de un circuito plano (superficie constante) con un campo constante viene dado por

{\displaystyle \Phi ={\vec {B}}\cdot {\vec {S}}=BS\cos {\alpha },}

donde
{\displaystyle \Phi } = flujo magnético (medido en webers, Wb),
{\displaystyle B} = inducción magnética (medida en teslas, T),
{\displaystyle S} = superficie definida por el conductor,
{\displaystyle \alpha } = ángulo que forman el vector {\displaystyle {\vec {S}}}, perpendicular a la superficie definida por el conductor, y la dirección del campo.
Si el conductor está en movimiento, el valor del flujo será:

{\displaystyle \Phi =\int _{S}{\vec {B}}\cdot d{\vec {S}}\,.}

La Ley de Faraday afirma que la tensión inducida ε en cada instante tiene por valor: 

{\displaystyle {\mathcal {E}}\ =-N{\frac {d\Phi }{dt}}}

donde {\displaystyle \varepsilon } es el voltaje inducido, 
{\displaystyle d\Phi /dt} es la tasa de variación temporal del flujo magnético 
{\displaystyle \Phi } y {\displaystyle N} el número de espiras del conductor.
La dirección del voltaje inducido (el signo negativo en la fórmula) se debe a la oposición al cambio de flujo magnético.